# Piazza di Siena
Piazza di Siena è una vasta area, non aperta al traffico veicolare, che si trova a Roma, all'interno di villa Borghese. Deve il suo nome a Siena, luogo originario della famiglia Borghese. L'area fu teatro delle prove di salto individuale, dressage individuale, concorso individuale e concorso a squadre di equitazione durante i Giochi della XVII Olimpiade, disputati a Roma nel 1960; per l'evento furono installate tribune provvisorie, per una capienza di 15 000 spettatori.

## Storia

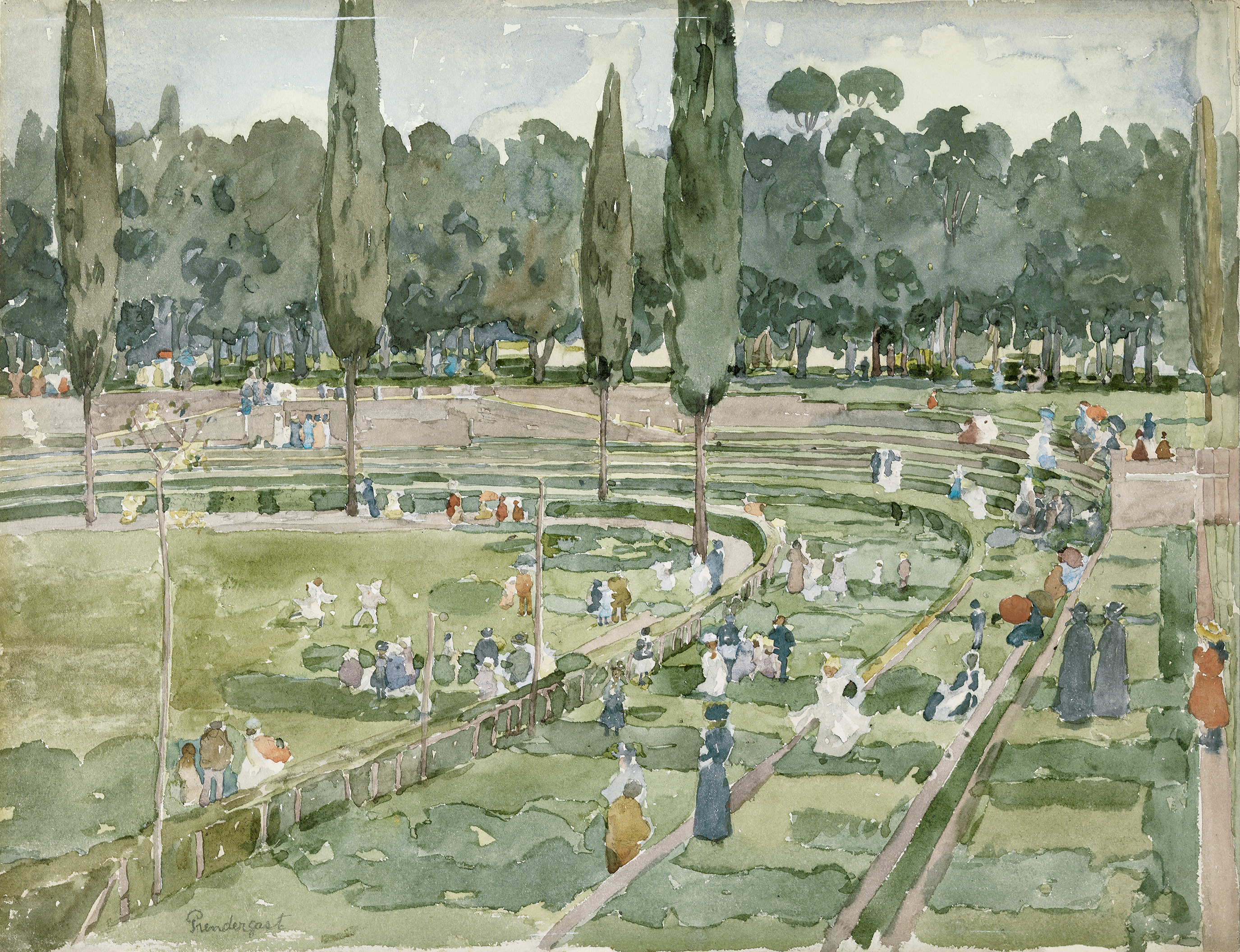
Piazza Siena, Maurice Prendergast, 1898. Museo Thyssen Bornemisza

Essa nacque, infatti, per iniziativa del principe Marcantonio IV (1730-1800), che alla fine del XVIII secolo chiese che all'interno della villa fosse edificato uno spazio che ricordasse piazza del Campo, il luogo dove dal medioevo si tiene il noto Palio di Siena.
L'opera fu terminata postuma; comunque, in osservanza dei voleri dello scomparso principe, fu destinata ad accogliere manifestazioni e feste popolari.
Passata allo Stato italiano dopo la presa di Roma e divenuto spazio pubblico, nel 1907, 1908 e 1909 ospitò i campionati italiani assoluti di atletica leggera che si svolsero su una pista di 370,30 m di sviluppo; dal 1922 divenne il luogo d'elezione di un concorso equestre, divenuto internazionale nel 1926. Oggi tale manifestazione è nota come Concorso ippico internazionale "Piazza di Siena".
Nel 1982 Piazza di Siena ospitò un concerto di Claudio Baglioni che chiudeva il grande tour del cantautore romano Alé-oó. Dal 29 settembre al 9 ottobre 2010 è stata invece la sede degli otto concerti-evento di Renato Zero, detti Sei Zero in onore dei suoi sessant'anni.